# 田島真吾
田島 真吾（たじま しんご、1955年〈昭和30年〉4月27日 - ）は、日本の俳優。東京都出身。

## 人物・来歴
- 身長：178cm。体重：67kg。血液型：O型。趣味：料理。特技：英会話。
- 兄弟姉妹はいなく一人っ子で育ち、中学生から高校生にかけては野球少年であった[1]。
- 1977年（昭和52年）、EP「忘れてください」で歌手として芸能界デビューする。
- 歌手活動をしている一方、バラエティにも進出し、同年、TBSのバラエティ番組『ぎんざNOW!』の木曜日の司会を務めた。それらが認められ、俳優に転向した[2]。
- 1988年（昭和63年）、知り合いの実業家に誘われ 俳優を引退して事業に参加する[2]。
- 1993年（平成5年）、事業に参加していた会社が倒産し 俳優に復帰する[2]。
- 俳優の復帰後は、映画を中心に活動する。
- 俳優の復帰後の映画出演作のひとつである『イルカに逢える日』では、船酔いばかりしている中年男性の役をコミカルに演じた。
- 名前の漢字は「真悟」「慎吾」「慎悟」と誤表記されている場合がある。
- 芸能事務所所属経歴は、「東映俳優センター」 → 「ケイエンタープライズ」 → 「吉田裕史事務所」 → 「オフィストザワ」 → 「ケイマネジメントオフィス」
- 好青年やエリートといった感じの役どころが多く、二枚目俳優として鳴らした。
- 犬とアメリカが大好きである[1]。
- 尊敬する人物は、俳優の三國連太郎である[1]。
- 好きな映画俳優として、ジェーン・フォンダ、フェイ・ダナウェイの名を挙げている[1]。
- TBSの刑事ドラマ『明日の刑事』で共演した鈴木ヒロミツに何から何まで親切に面倒みてくれており、「焼鳥食べながら梅割飲むのを教えてくれたのもヒロミツさん。感謝、感謝」とありがとうの意を述べている[1]。
- 女優の賀川ゆき絵との共演が多い。

## 出演

### テレビドラマ
- 明日の刑事（1978年〜1979年3月）
- 家族熱（1978年7月7日〜10月6日）
- 道（1978年11月9日～1979年8月2日）
- 天山先生本日も多忙（1979年4月5日〜9月27日）
- 午後の恋人（1979年5月23日〜9月12日）
- われら行動派!（1979年11月26日〜1980年5月19日）
- 女の夏（1980年8月24日・東芝日曜劇場）
- 特捜最前線・面影（第179話）（1980年9月24日）
- 俺はおまわり君（1981年2月4日〜9月16日）
- 太陽戦隊サンバルカン・怪談!お化けの谷（第17話）（1981年5月30日）
- ザ・ハングマン・逃がし屋を逃がすな（第34話）（1981年7月10日）
- 私は怪魚をみた・恐怖の海!（1981年8月27日・木曜ゴールデンドラマ）
- 出航（1981年11月22日・東芝日曜劇場）
- 超高層ホテル殺人事件 空白のアリバイ（1982年1月9日・土曜ワイド劇場）
- 氷の女（1982年2月9日・火曜サスペンス劇場）
- 女・かけこみ寺（1982年4月5日〜10月1日）
- 死者の木霊・信濃路バラバラ殺人事件（1982年12月4日・土曜ワイド劇場）
- 刑事ガモさんII・さらば愛しきテニス妻よ（1982年12月11日・ザ・サスペンス）
- 新・松平右近（1983年4月3日〜9月4日）
- あんみつ姫(1)・いたずら姫君お城を脱出!恋の予感に胸キョンキョン!（1983年5月23日・月曜ドラマランド）
- 大江戸捜査網・純愛に賭けた娘スリ（第614話）（1983年9月24日）
- あんみつ姫(2)（1983年10月17日・月曜ドラマランド）
- 特捜最前線 OL・疑惑の完全犯罪!（第357話）（1984年3月28日）
- 迷惑かけてありがとう（1984年6月4日〜6月24日）
- スーパーポリス・BOM!!女と男とオートバイ（第3話）（1985年4月27日）
- ママ、大変だァ!（1985年） - 湯原順治 役
- 僕らの夜は終らない（1986年7月9日・水曜ドラマスペシャル）
- 私鉄沿線97分署・サギ師の好きなお葬式!?（第86話）（1986年8月17日）
- 氷紋（1986年11月3日〜12月31日）
- 女ふたり捜査官・女子高生の遺書（第14話）（1986年12月12日）
- ママはアイドル!（1987年4月14日〜6月16日）
- 考古学者シリーズ(6)・花嫁殺し（1987年5月2日・土曜ワイド劇場）
- ママはアイドル! スペシャル（1987年9月28日）
- 水戸黄門 第17部 - 宮部要
  - 第8話「老公爆殺危機一髪 -鳥羽-」（1987年10月19日）
  - 第9話「陰謀暴く裏切り忍法 -鳥羽-」（1987年10月26日）
- ママはアイドル! スペシャル完結編（1988年3月30日）
- 夏樹静子サスペンス 青函特急から消えた男（1988年4月4日・月曜・女のサスペンス）
- 大岡越前 第10部・島抜けが狙った女（第7話）（1988年4月11日）
- ザ・スクールコップ・聖山女学院の巻①〜完（第7〜10話）（1988年6月29日〜7月27日）
- 地下鉄最終電車殺人事件（1988年9月9日・男と女のミステリー）
- 未亡人志願の女ふたり（1989年6月10日・土曜ワイド劇場）
- 火の国殺人行（1989年10月28日・土曜ワイド劇場）
- 七人の女弁護士(3)・不倫の果ての殺意 美人OLの完全犯罪!?（第6話）（1993年2月11日）
- ウルトラマンティガ・青い夜の記憶（第29話）（1997年3月22日）

### 映画
- 爆走トラッカー軍団(5) 激闘!・香港マフィアVS女トラッカー（1994年5月27日・ケイエスエス）
- イルカに逢える日（1994年11月5日・ヒーロー）
- 日本一短い「母」への手紙（1995年11月23日・東映）
- お日柄もよくご愁傷さま（1996年2月24日・東映）
- Morocco 横浜愚連隊物語（1996年5月4日・ムービーブラザース）
- 修羅がゆく3 九州ヤクザ戦争（1996年5月25日・KnacK）
- 新宿の顔 新宿愚連隊物語（1997年3月15日・ムービーブラザース）
- 借王 シャッキング2（1997年10月11日・日活）- 大阪府警本部監察室 室長 ヒロセ
- 借王 シャッキング3（1998年7月4日・日活）- ひかり銀行本店 総務課長 佐古雅之
- 友情 Friendship（1998年5月16日・ムービーブラザース）- 花田義一
- 新・極道渡世の素敵な面々 きりとりブルース（1999年10月23日・ムービーブラザース）

### バラエティ
- ぎんざNOW! - 木曜日司会

## レコード（シングル）
- 「忘れてください（A面）／麦と少年（B面）」（1977年4月25日・プレイボーイ・PB-603）
- 「僕は40℃（A面）／潮風の中で（B面）」（1977年8月10日・プレイボーイ・PB-607）
- 「ヴァイオレット・ラブ（A面）／愛のレッスン（B面）」（1978年2月25日・トリオ・3B-125）
- 「白い靴（A面）／そして誰もいなくなった（B面）」（1978年9月25日・トリオ・3B-143）

## 写真集
- 田島真吾 写真集・モノローグ（MONOLOGUE）（1978年10月・株式会社ペップ出版）

## その他
- 第7回東京音楽祭（1978年6月18日・日本武道館）